# Creepypasta
Creepypastának nevezik azokat a legendákat/horrortörténeteket, amelyeket lemásoltak, majd bemásoltak egy másik oldalra, és így terjedtek el a világhálón. Erre utal a neve is, mely az angol copy-paste kifejezésből ered, amely azt jelenti, hogy lemásolták (copy), majd beillesztették (pasted). A pasta szó (a-val) magában egyszerűen tésztát jelent, ez átvitt értelemben azt jelzi, hogy a történetek nem valósak, fikciók. Ezek a történetek tehát nagy részben kitalációk, felhasználók által generált szellemekről, gyilkosokról, démonokról szóló történetek, melyek arra szolgálnak, hogy ráijesszenek az olvasóra. A legnépszerűbbek gyilkosságokról, öngyilkosságokról vagy paranormális jelenségekről szólnak.
A médiában leginkább Slenderman (karcsú ember) a legismertebb, miután 2014 júniusában két 12 éves lány megpróbálta megölni osztálytársukat, hogy Slenderman kedvére tegyenek vele. Az áldozat 19 késszúrást kapott, végül túlélte sérüléseit. Az ügyet nagy felháborodás követte. Több creepypasta-weboldal tett nyilatkozatokat, melyek arra emlékeztették az olvasót, hol a határ fikció és realitás között. Az ügy nagy port kavart a médiában, így negatív hatással volt a creepypastákra.
Különböző híres történetek szólnak Jeffről, a gyilkosról, Szem nélküli Jack-ről, Nevető Jack-ről és még ezernyi hasonló történetről.

## Híresebb creepypasták

### Slenderman története
A karaktert Victor Surge találta ki, mikor egy Photoshop-verseny alkalmából meghamisított képeket, melyeknek a középpontjában gyermekek állnak. A háttérben megfigyelhető egy irreálisan magas és karcsú alak, arctalan fejjel és fehér bőrrel. A képek híresek lettek, és hamar valódi legendává vált a karcsú ember. A lény elsősorban gyerekekre vadászik. Testi bántalmazást kerüli, inkább megőrjíti az áldozatát. Néha messziről figyeli, néha egészen közel merészkedik az emberekhez.
Az interneten rengeteg teória található a lény mivoltáról. A legnépszerűbb talán a gyerekrablás-teória, miszerint Slendermant csak kamerák és gyerekek láthatják. Ezt azzal bizonyítják, hogy sok gyermekrajzon látható egy magas, arctalan figura. Mások szerint Slenderman nem rendelkezik önálló akarattal, csak úgy tudja bántani az embert, ha az hallott a lényről. Ehhez a teóriához tartozik, hogy ha minél többet gondolunk a szörnyre, annál többet látjuk azt.
A szörny népszerűségét bizonyítja a Marble Hornets sorozat népszerűsége. A sorozat Slenderman-észlelésekről szól, melyekben lencsevégre kapták Slendermant. A sorozat 87 bejegyzésből áll, ezeknek időtartama változó.
2012 júniusában készült egy horrorjáték Slender: The eight pages címmel. Ez a játék is hozzájárult a karakter népszerűségéhez.

### Siren Head
Siren Head, azaz "Szirénafej" egy creepypasta. 2020-ban terjedt el az interneten, de már 2018-ban megalkotta Trevor Henderson kanadai művész. Szirénafejet a jól ismert creepypasta-rém, Slenderman ihlette, és úgy is néz ki, mint ő, azt leszámítva, hogy a feje helyén két sziréna van, ami szirénahangot ad ki és fogai vannak, ezzel marcangolja szét áldozatait. 12 m magas és nagyon gyorsan fut. Számos rövid horrorfilm mellett videójátékokban is szerepel. A rövidfilmekben a szereplő általában egy barátja keresésére indul, akit holtan talál, aztán hallja az ijesztő szirénahangot, és menekülni kezd, de jön Szirénafej és őt is megöli. A játékokban ugyanez szokott lenni, de ott meg is lehet menekülni. Népszerűségéhez hozzáadott, hogy a Fallout 4-hez van olyan mód, amelyben szerepel.
Minden más creepypastához hasonlóan Szirénafejnek is vannak olyan rajongói, akik szerint tényleg létezik.

### Jeff, a gyilkos

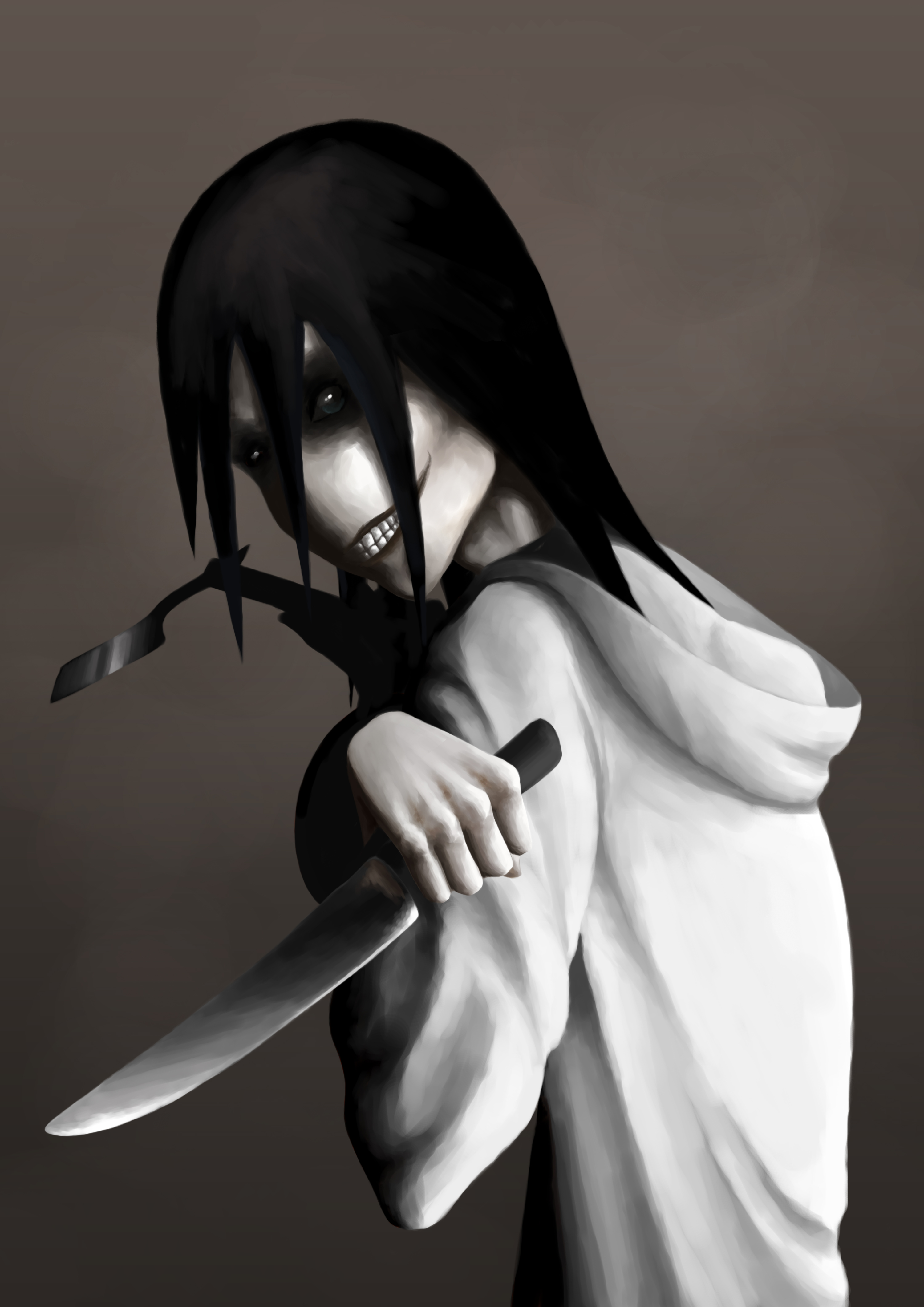
Jeff, a gyilkos kinézete

Jeff az egyik legismertebb creepypasta. A karakterről több történet is található az interneten, a legismertebb talán az eredettörténete. Eszerint Jeff egy tizenéves fiú, aki szüleivel és bátyjával új városba költözött. Első nap, mikor az iskolába ment, megtámadta őket három fiú. Jeff agresszívan védekezett, az egyik támadónak eltörte a kezét, a többi elfutott. Később Jeff otthonába rendőrök érkeztek, mivel megtámadták a három fiút. A történet szerint a rendőrök nem tudták, hogy nem Jeffék voltak a támadók. Hogy ne Jeffet vigyék el, a testvére magára vállalta a bűntettet. A rendőrök letartóztatták a fiút. Másnap Jeff és családja a szomszéd fiú születésnapi zsúrjára mentek. A zsúron jelen voltak a támadók, akik miatt Jeff testvérét letartóztatták. A történet szerint a három fiú egyből megtámadta Jeffet, aki nem hagyta magát. Kettőt megölt, de a harmadik valamilyen anyagot öntött rá (a legtöbb változatban fehérítőt és whiskyt), majd felgyújtotta. Ezek után Jeff megőrült, és az arca teljesen kifehéredett. Mikor szülei hazavitték a kórházból, megölte őket, miután felvágta az arcát. Miután megölte a szüleit, testvérével is végezni akart, viszont itt nem járt sikerrel, még ha erről nem is tudott. A történet szerint szerette nézni, ahogyan bátyja alszik, ezért mikor felébredt, utolsó szava az volt hozzá: „Aludj vissza”. Minden áldozatának ezt mondja utoljára.
A másik, kevésbé népszerű történet így hangzik:
"A legenda szerint egy Katy Robinson nevű lány online támadást kapott, miután feltöltött 4chanre egy képet magáról. Egy nappal később egy felhasználó, aki Katy testvérének vallotta magát, írt egy posztot, hogy Katy öngyilkos lett (ez nincs leírva a történetben), de a poszt így hangzik:
"Figyelem 4chan-felhasználók!
Tegnap a húgom a szobájában találtam, hogy "kisírt szemekkel" ül az ágyán. Megkérdeztem,hogy miért roskadt magába, és erre azt válaszolta, hogy "mert kövér vagyok". Mérgesen kérdeztem, hogy ki csinál belőle viccet? Azt mondta, hogy az egész 4chan-közösség. Egyedül hagytam inkább. És most nézzétek meg alaposan ezt a képet! Mert ő a húgom volt, aki tegnap öngyilkos lett!!" Nem sokkal halála után egy Jeff the the Killer néven ismert dolog jelent meg az interneten. A legtöbb 4chan-felhasználó állította, hogy Jeff the Killer csak Katy Robinson photoshoppolt mása. De akárhogy is, ez a tény soha nem lett megerősítve."

### Ben Drowned
A creepypasta egyik "alfaja" a videojátékokat ijesztőként beállító történetek. Ezekből sokféle létezik, közülük  a leghíresebb BEN legendája. A történet szerint egy Jadusable nevű fiú egy kacatvásáron vett egy The Legend of Zelda: Majora's Mask játékot, melyet egy halott gyermek szelleme szállt meg. Az első furcsa tapasztalat az volt, hogy már volt egy mentés a játékon BEN néven. Jadusable új játékot kezdett, benne másik játékos névvel, de a játékban mégis Bennek hívták. Ezek után a játék sokszor megölte a játékost, mindenféle indok nélkül és egy különös felirat jelent meg halála után:
"You shouldn't have done that!" -BEN 
Ez azt jelenti magyarul, hogy nem kellett volna megtenned!
Jadusable később megtudta, hogy a játék egy vízbe fulladt kisfiúé volt. A történet különlegessége, hogy sokáig töltött fel videókat különböző videómegosztó oldalakra, melyben szerepet kapott a BEN. Végül a kollégiumi szobatársa osztotta meg Jadusable utolsó, igazsag.txt nevű fájljának tartalmát, amiben leírta, hogyan menekült el Bentől, de hogy mindenki veszélyben van, mert a szellem az internetet használja, hogy kapcsolatba lépjen velünk.
A történet máig nagy népszerűségnek örvend a felhasználók és a rajongók körében.

## Magyarországon
Magyarországon is sok creepypasta-oldal működik, de ezek inkább angol nyelvű történetek fordításával foglalkoznak. Új, magyar történet ritkán születik, olyan pedig még ennél is ritkábban, ami sikeres is lesz. Viszont sajnos rengeteg olyan eset fordul elő, hogy egyes oldalak működtetői egy-egy creepypasta-fordítást plagizálnak.